# Erpodium coronatum
Erpodium coronatum là một loài rêu trong họ Erpodiaceae. Loài này được Hook. f. & Wilson Mitt. mô tả khoa học đầu tiên năm 1869.